# SeeYouSpaceCowboy
SeeYouSpaceCowboy (anciennement stylisé SeeYouSpaceCowboy...) est un groupe américain de punk hardcore, originaire de San Diego, en Californie. Leur nom est tiré d'une phrase figurant sur de nombreuses cartes de fin de l'anime Cowboy Bebop de 1998.

## Histoire
Avant la formation de SeeYouSpaceCowboy, la chanteuse Connie Sgarbossa et son jeune frère. Ethan Sgarbossa jouaient tous deux dans les groupes Flowers Taped to Pens et René Descartes. Ethan a d'abord joué de la guitare dans les deux groupes avant de passer à la batterie pour SeeYouSpaceCowboy. Taylor Allen et Jesse Price jouent ensemble dans un groupe de hardcore appelé Recluse avant la formation de leur projet suivant, Letters to Catalonia, qui comprend Jesse au chant et à la guitare, et un autre ancien membre de SeeYouSpaceCowboy, Dominic Larocca, à la basse. SeeYouSpaceCowboy est formé en 2016, avant que Connie ne déménage à Oakland. 
Le 30 juillet 2019, ils sortent un tout nouveau titre, Armed with Their Teeth et annoncent le titre de leur premier album studio, The Correlation Between Entrance and Exit Wounds. Le 27 août 2019, ils sortent un autre single, 'Put on A Show, Don't Let them See You Fall. Le disque sort le 27 septembre 2019 et reçoit immédiatement des critiques favorables, Loudwire le classant parmi les 50 meilleurs albums de metal de 2019.
Le 5 novembre 2021, le groupe sort son deuxième album studio, The Romance of Affliction. Il est élu par Loudwire comme le 36e meilleur album de rock/metal de 2021. Le 19 juillet 2022, le groupe sort un clip vidéo pour sa reprise du morceau Seven Years de Saosin. Le morceau figure sur la compilation de Pure Noise Dead Formats : Volume 1.
Le groupe sort le single Chewing the Scenery le 24 août 2023. 

## Discographie

### Albums studio
- 2019 : The Correlation Between Entrance and Exit Wounds
- 2021 : The Romance of Affliction
- 2024 : Coup de Grâce

### Compilation
- 2019 : Songs for the Firing Squad

### EP
- 2016 : Demo
- 2017 : Fashion Statements of the Socially Aware
- 2018 : SYSC//SGKF Split (avec secondgradeknifefight)
- 2019 : A Sure Disaster (avec If I Die First)